# Ligne de Guë à Menaucourt
La ligne de Guë à Menaucourt est une ancienne ligne de chemin de fer d'intérêt local à voie normale du département de la Meuse, ayant deux incursions dans le département voisin de la Haute-Marne, desservant une région de la Meuse riche en carrières et en industrie métallurgique.

## Route de la ligne

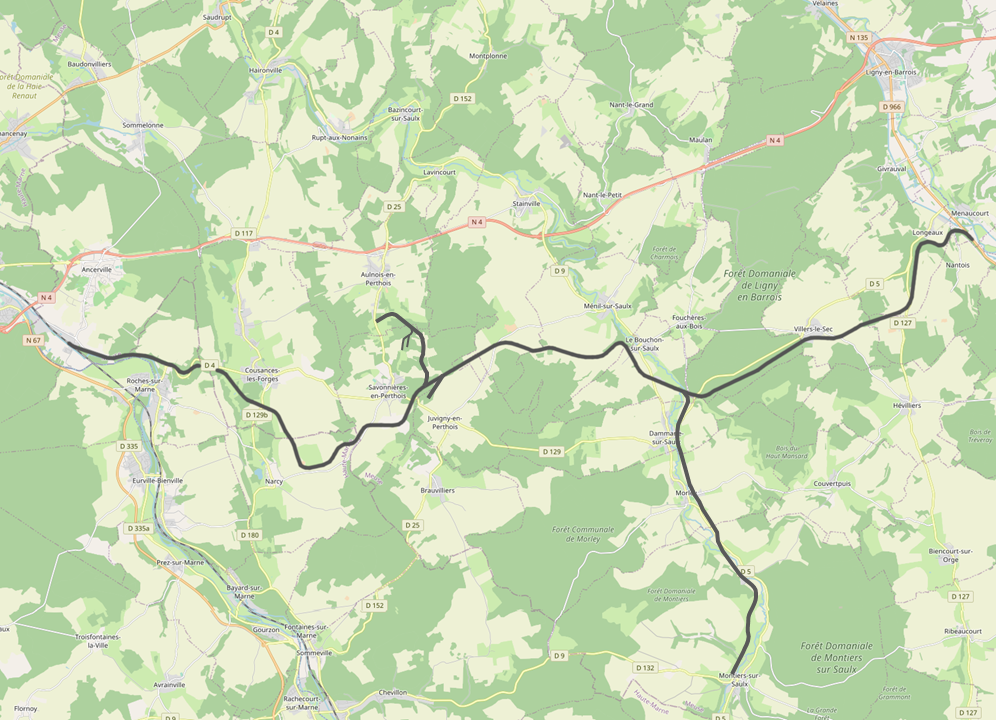
Route de de Ligne de Guë à Menaucourt.

La ligne principale commençait à l'extérieur de la Gare de l'Est à Ancerville-Guë et se terminait à Menaucourt, où la compagnie principale avait également sa propre gare. Il existait deux embranchements vers la carrière d'Aulnois et vers la carrière de la Belle Épine, ainsi qu'un embranchement vers Montiers-sur-Saulx,.

## Mise en service
La ligne a été ouverte par étapes entre 1882 et 1912. Le trafic de passagers a cessé en 1932 et le dernier trafic de marchandises a été traité le 31 décembre 1969. En 1970, la ligne a été complètement fermée,.

## Chronologie
- 12 juin 1878 : Concession de la ligne d'Ancerville-Guë à Naix-Menaucourt et de l'embranchement vers les carrières d'Aulnois à la compagnie de Naix-Menaucourt à Guë-Ancerville
- 14 juillet 1879 : Déclaration d'utilité publique de la ligne d'Ancerville-Guë à Naix-Menaucourt et de l'embranchement vers les carrières d'Aulnois
- 1er février 1882 : Ouverture du tronçon d'Ancerville-Guë à Savonnières et aux carrières d'Aulnois
- 1er décembre 1882 : Ouverture du tronçon de Savonnières à Dammarie (gare)
- 1er mars 1885 : Ouverture du tronçon de Dammarie (gare) à Naix-Menaucourt
- 9 juillet 1888 : La compagnie de Naix-Menaucourt à Güe-Ancerville est déclarée en faillite
- 14 juin 1893 : Agrément de la compagnie de Güe à Menaucourt en substitution de la compagnie de Naix-Menaucourt à Guë-Ancerville
- 20 août 1908 : Concession de l'embranchement vers Montiers-sur-Saulx à la compagnie de Guë à Menaucourt
- 7 avril 1909 : Déclaration d'utilité publique de l'embranchement vers Montiers-sur-Saulx
- 1er octobre 1912 : Ouverture de l'embranchement vers Montiers-sur-Saulx
- 1930 : Reprise par la compagnie des chemins de fer secondaires du Nord-Est
- 1er octobre 1932 : Fermeture de la ligne au service voyageurs
- 1937 : Fermeture à tout trafic de l'embranchement vers Montiers-sur-Saulx
- 1944 : Fermeture à tout trafic du tronçon de Dammarie à Naix-Menaucourt
- 1er janvier 1970 : Fermeture à tout trafic du tronçon d'Ancerville-Guë à Dammarie

## Historique
Petite ligne d'intérêt local interdépartementale, concédée à une compagnie, dite « de Naix-Menaucourt à Guë-Ancerville », qui se révélera éphémère, la ligne reliant ces deux gares, situées pour l'une sur l'importante transversale reliant la gare de Blesme - Haussignémont à celle de Chaumont, l'autre sur une transversale davantage stratégique reliant la gare de Nançois-Tronville à celle de Neufchâteau via Gondrecourt-le-Château, a pour objectif essentiel de desservir les industries métallurgiques et les carrières du territoire traversé, comme en témoigne la chronologie des dates d'ouverture de la ligne, qui voit s'ouvrir en premier le tronçon desservant, via un embranchement industriel, les carrières d'Aulnois-en-Perthois.
Si la compagnie initiale honore la concession qui lui a été attribuée en achevant la construction et en mettant en service la ligne dans son intégralité, cela ne se fait pas sans compromettre gravement ses finances, qui ne peuvent supporter les handicaps qui pèsent sur une ligne à la desserte complexe, en raison des multiples embranchements à desservir — y compris ceux des ports de Güe et de Naix —, de la faible valeur ajoutée des marchandises transportées et de la faible longueur de la ligne, enserrée dans le réseau de la toute-puissante Compagnie de l'Est. Aussi la première compagnie est-elle déclarée en faillite dès 1888, et il faut attendre l'agrément d'une compagnie de substitution, dont la raison sociale inverse les deux terminus de la ligne, pour voir un retour à la normale. La nouvelle compagnie, dite « de Güe à Menaucourt », ouvre même un nouvel embranchement, destiné à desservir le chef-lieu de canton qu'est Montiers-sur-Saulx.
Toutefois, comme pour beaucoup de compagnies de chemin de fer d'intérêt local, la Compagnie de Guë à Menaucourt voit ses comptes être compromis par la Première Guerre mondiale, qui va nuire gravement à son exploitation en raison tant de la proximité des combats que de la mobilisation de son personnel, puis par l'entre-deux-guerres et la concurrence routière qui s'affirme. Si l'embranchement de Montiers-sur-Saulx est le premier à disparaître, victime de l'absence d'industrie lourde sur son tracé, la partie est de la ligne bénéficie d'un sursis accordé par l'occupant jusqu'en 1944, qui a besoin de la ligne, et seule la partie ouest survivra à la guerre, exploitée par la Compagnie des chemins de fer secondaires depuis 1930, qui, par le jeu des fusions successives, se retrouvera dans le giron de la CFTA jusqu'à sa fermeture, en 1970.

### Concessionnaires

#### Compagnie du chemin de fer de Naix-Menaucourt à Guë-Ancerville

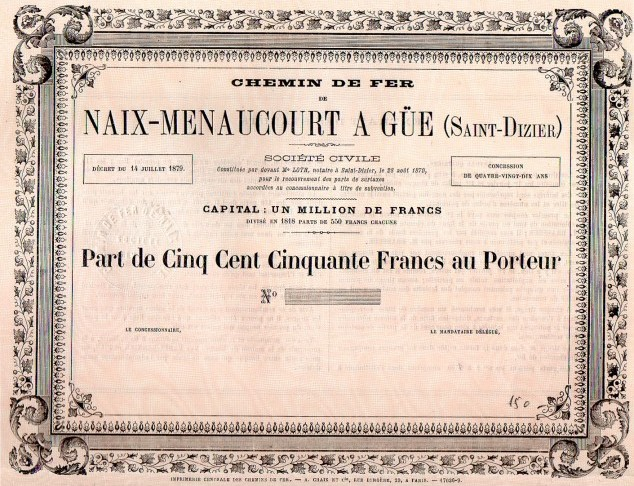
Action de 1879.

La compagnie du chemin de fer de Naix-Menaucourt à Guë-Ancerville fut le nom donné à la société rétrocessionnaire de la ligne, dont la concession avait été attribuée le 12 juin 1878 par le département de la Meuse.
Bien que rapidement en difficulté financière, elle paracheva toutefois l'exécution de la ligne dont elle était concessionnaire, mais fut déclarée en faillite dès le 9 juillet 1888 et dû se voir remplacée par une autre compagnie, dite « de Guë à Menaucourt », qui fut agréée le 14 juin 1893.

#### Compagnie du chemin de fer de Güe à Menaucourt

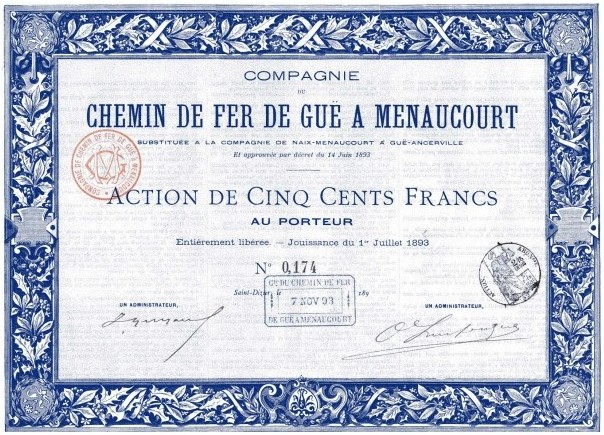
Action de 1893.

La compagnie du chemin de fer de Guë à Menaucourt fut le nom donné à la société qui se substitua à la compagnie du chemin de fer de Naix-Menaucourt à Guë-Ancerville pour la concession de la ligne. Elle fut agréée par décret du 14 juin 1893.
Cette substitution permit la déclaration d'utilité publique puis l'ouverture, en 1912, d'un embranchement à la ligne initiale permettant la desserte du chef-lieu de canton qu'est Montiers-sur-Saulx. Toutefois, en raison de la Première Guerre mondiale et de la concurrence du transport routier qui s'exacerba durant l'entre-deux-guerres, la compagnie tomba sous la tutelle de la compagnie des chemins de fer secondaires du Nord-Est dans les années 1930, compagnie qui présida, sous différents noms au gré des fusions successives, aux dernières années de la ligne ; celle-ci disparut totalement en 1970.

## Gares et haltes
| Gares et haltes                                  | Photos        | Notes |
| ------------------------------------------------ | ------------- | ----- |
| Ancerville                                       |               |       |
| Guë Port                                         |               |       |
| Chamouilley                                      |               |       |
| Cousances-les-Forges                             | Autres images |       |
| Narcy                                            |               |       |
| Savonnières-en-Perthois                          | Autres images |       |
| Embranchement vers les carrières d'Aulnois       |               |       |
| Embranchement vers le Carriere de la Belle Epine |               |       |
| Jovilliers                                       |               |       |
| Dammarie-sur-Saulx, gare                         |               |       |
| Dammarie, halte                                  |               |       |
| Morley                                           |               |       |
| Écurey-en-Barrois                                |               |       |
| Montiers-sur-Saulx                               |               |       |
| Villers-le-Sec                                   |               |       |
| Naix-aux-Forges-Menaucourt                       |               |       |

## Locomotives à vapeur
Deux locomotives étaient suffisantes pour l'exploitation de cette ligne secondaire. Pendant que l'un était en service, l'autre était en réserve.
| N°    | Nom      | Type | Photos | Remarques |
| ----- | -------- | ---- | ------ | --- |
| N° 2  |          | 030T |        | La locomotive a été construite en 1883 par la Société Alsacienne de Constructions Mécaniques de Grafenstaden. Il a été mis hors service le 10 octobre 1962, quatre jours avant la retraite de son mécanicien,. |
| 3.062 |          | 030T |        | La locomotive a été construite en 1922 à la Société du Hainaut. |
| N° 51 | La Meuse | 030T |        | La locomotive a d'abord travaillé sur la ligne Saint-Quentin-Guise, puis comme remplaçante de la N° 2 déclassée sur la ligne Güe-Ménaucourt jusqu'à sa fermeture le 31 décembre 1969, et enfin sur la ligne Robert-Espagne-Haironville jusqu'au 31 décembre 1971. Il est conservé aujourd'hui au Train Thur Doller Alsace. |

## Voie étroite

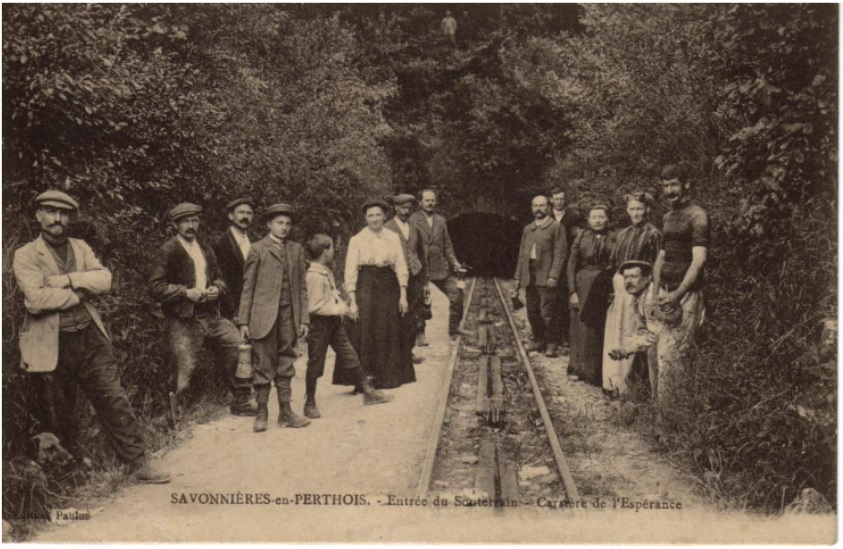
Savonnières-en-Perthois - Entrée du Souterrain - Carriere de l'Esperance

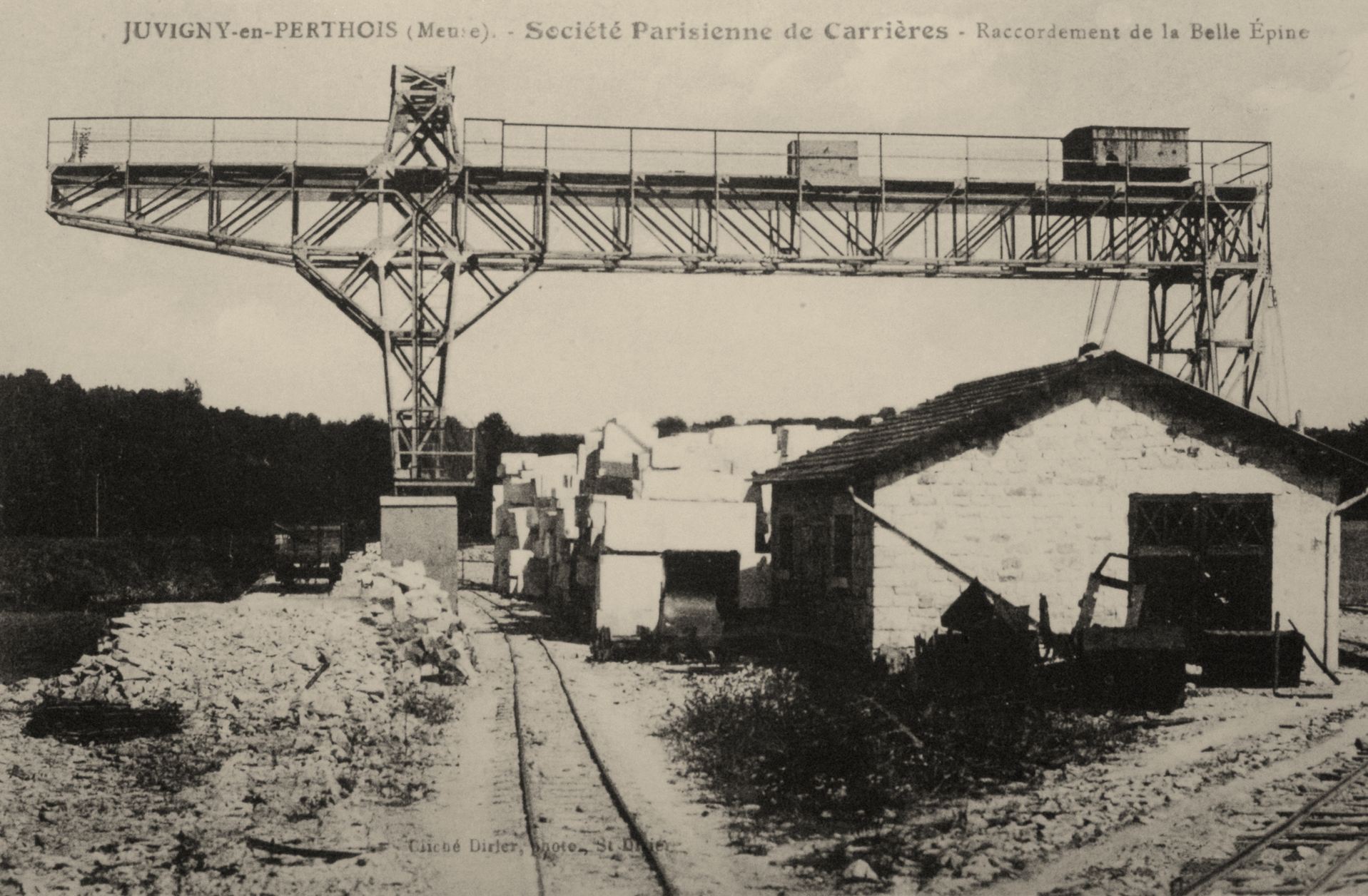
Juvigny-en-Perthois (Meuse) - Société Parisienne de Carrière - Raccordement de la « Belle Épine ».

Dans les carrières situées le long de la ligne, il y avait plusieurs voies ferrées avec un écartement de 60 centimètres, par exemple l'entrée de la mine souterraine Carrière de l'Espérance près de Savonnières-en-Perthois et les voies portatif de la Carrière de la Belle Épine près de Juvigny-en-Perthois.